# Facje metamorfizmu
Facje metamorficzne (facje metamorfizmu) – rodzaj facji stanowiących zespół cech litologicznych charakterystycznych dla danych warunków tworzenia się danej skały lub serii skalnych. Facją metamorficzną jest szczególny zespół minerałów zwany paragenezą, charakterystyczny tylko dla ściśle określonych warunków przemian w danym interwale ciśnienia i temperatury. Zanik jakiegoś minerału lub pojawienie się innego wskazuje przejście do innej facji, tym samym jest wskaźnikiem ewolucji metamorficznej konkretnej jednostki. jest to istotne z ekonomicznego punktu widzenia, gdyż często przemiany metamorficzne dają przesłanki o występowaniu złóż, np. węglowodorów (ropa naftowa).
Termin ten do nomenklatury skał metamorficznych został wprowadzony przez fińskiego petrografa Penttiego Eskolę w 1914 roku. Przechodził z biegiem czasu pewną ewolucję, czego skutkiem było przemianowanie go na fację mineralną. Powodem było coraz lepsze poznawanie skał i formacji metamorficznych i zbyt uproszczone wcześniejsze klasyfikacje skał metamorficznych. Definicja facji metamorficznej brzmi następująco: Do jednej facji należą takie skały, które przy identycznym składzie chemicznym mają taki sam skład mineralny, zaś zmiany w składzie chemicznym prowadzą do zmian paragenez mineralnych według określonych reguł. W latach 60. podstawową zmianą było przemianowanie facji mineralnej na fację metamorficzną definiowaną jako pewien zakres ciśnienia i temperatury, w którym są trwałe określone zespoły mineralne. Znaczy to tyle, że w okresie metamorfizmu w określonych warunkach fizykochemicznych skały o różnych zespołach mineralnych, ale o takim samym składzie chemicznym, utworzą skały metamorficzne charakteryzujące się identycznym składem zarówno chemicznym, jak i mineralnym.
- Przykłady (skały (protolity) o takim samym lub bardzo zbliżonym składzie chemicznym i mineralnym i produkty ich przeobrażeń):
  - arkoza / granit → gnejs
  - gabro / margiel / tuf zasadowy → amfibolit

Skały te w przypadku identycznego składu chemicznego należą do jednej facji mineralnej. Jednak do tej samej facji można również zaliczyć skały o innym składzie mineralnym co powoduje powstanie dwóch różnych zespołów skalnych (tzw. skały izofacjalne) np. łupek łyszczykowy i marmur. W tym przypadku zmiany zachodzą według ściśle określonych reguł i są typowe tylko dla jednego zakresu ciśnień i temperatur. Dzięki tym zależnościom można określić w jakich warunkach powstawał dany kompleks skalny i jaka była jego ewolucja metamorficzna.

## Rozpoznawanie facji metamorficznych
Najlepszymi wskaźnikami danej facji metamorficznej są tzw. minerały krytyczne. Pojęcie to również wprowadził Pentti Eelis Eskola i oznacza ono minerał, który może występować tylko w jednej facji mineralnej. Ma to bardzo ważne znaczenie praktyczne, gdyż w wielu przypadkach jednoznacznie znalezienie danego minerału określa stopień przeobrażenia. Np. chloryt może występować w równowadze z innymi minerałami tylko w facji zieleńcowej. W innych przypadkach o podobnych własnościach świadczą całe paragenezy mineralne. Oznacza to że cały zespół mineralny danej skały jest trwały ze sobą tylko w ściśle określonych warunkach termodynamicznych (ciśnienia (P) i temperatury (T)). Jednym z przykładów jest współwystępowanie dolomitu i kwarcu, które razem mogą istnieć obok siebie tylko w bardzo wąskim przedziale ciśnienia i temperatury, a osobno są trwałe niemalże w całym zakresie metamorfizmu. Minerały występujące w danej facji metamorficznej, lecz trwałe również w innych facjach nazywa się minerałami typomorficznymi.

### Wskaźniki ewolucji metamorficznej
Każda parageneza jest trwała w określonych warunkach ciśnienia i temperatury. Jeśli warunki te ulegną zmianie zostanie zaburzona równowaga między fazami mineralnymi. Minerały te dostosowują się do nowych warunków, lecz nie od razu, ale w pewnym czasie. Minerały są zastępowane nowymi paragenezami: (biotyt → chloryt, pirokseny → amfibole, kordieryt → agregat chlorytowo-łyszczykowy).

## Podział facji mineralnych P. Eskoli

Diagram przedstawiający najbardziej charakterystyczne reakcje zachodzące pomiędzy reagującymi ze sobą minerałami w określonych warunkach ciśnienia i temperatury.

### Facja sanidynitowa
Obejmuje zakresy bardzo niskich ciśnień i wysokich temperatur. Takie warunki można spotkać w bezpośrednim sąsiedztwie bardzo płytkich intruzji, a w szczególnie w ksenolitach i porwakach w takich intruzjach i lawach. Facje tą charakteryzuje obecność sanidynu, czyli wysokotemperaturowej odmiany skalenia potasowego. Minerał ten świadczy szybkim stygnięciu bardzo gorącego stopu
- subfacja larnitowo-merwinitowo-spurrytowa
- subfacja monticellitowo-melilitowa

### Facja piroksenowo-hornfelsowa
Charakteryzuje się wysokimi temperaturami przy dość niskich ciśnieniach. Typowymi minerałami tej facji są pirokseny jednoskośne i rombowe oraz kordieryt i andaluzyt.

### Facja zieleńcowa
Facja ta oznacza warunki najniższych ciśnień i temperatur metamorfizmu regionalnego. Charakteryzuje się trwałością takich minerałów jak: chloryty, epidoty, serpentyny, serycyt, talk i albit. Również trwałe w tych warunkach są wszystkie węglany, nawet współwystępujące w równowadze z kwarcem. Z minerałów ilastych trwałość wykazuje kaolinit. Dzieli się na dwie subfacje:
- subfacja muskowitowo-chlorytowa
- subfacja biotytowo-muskowitowa

### Facja łupków glaukofanowych
Facja ta obejmuje zakres temperatur zbliżony do warunków facji zieleńcowej, lecz charakteryzuje się bardzo wysokimi ciśnieniami, zwłaszcza kierunkowymi. W tych warunkach trwałe są: glaukofan, jadeit, egiryn, lawsonit, chlorytoid i stilpnomelan.

### Facja epidotowo-amfibolitowa
Facja ta cechuje się wyższym od facji zieleńcowej zakresem ciśnień i temperatur. Trwałe tu są już jednak amfibole, jednak nietrwałe są nadal plagioklazy ze znacznym udziałem cząsteczki anortytowej. Rozpadają się one na albit + epidot.

### Facja amfibolitowa
Facja ta charakteryzuje się trwałością plagioklazów zasadowych. Z minerałów ciemnych występują amfibole szeregu hornblendy oraz pirokseny jednoskośne jak diopsyd i augit. Dzieli się na cztery subfacje:
- subfacja almandynowo-diopsydowo-amfibolowa
- subfacja staurolitowo-almandynowa
- subfacja sillimanitowo-almandynowa
- subfacja kordierytowo-antofyllitowa

### Facja granulitowa
Obejmuje zakres wysokich ciśnień i najwyższych temperatur możliwych podczas metamorfizmu regionalnego. Charakteryzuje się zespołem mineralnym złożonym z mikropertytów, plagioklazów, kwarcu, granatów szeregu pirop-almandyn ze znaczna ilością cząsteczki grossularowej oraz rutylu i kyanitu. Wydaje się, że skały te powstały także przy znacznym udziale ciśnień kierunkowych co świadczy występowaniem kyanitu oraz płytowato ułożonego kwarcu.

### Facja eklogitowa
Facja ta obejmuje zakres najwyższych ciśnień i najwyższych temperatur. W warunkach takich trwałe są tylko skały ciemne złożone z granatów i omfacytu.

## Podział i charakterystyka facji metamorficznych

### Facje metamorfizmu kontaktowego
Są to zespoły skalne powstałe wskutek metamorfizmu kontaktowego. Rozróżnia się je na podstawie temperatury i ciśnienia panującego podczas przemian na pograniczu intruzji magmowej i skał nadkładu.
| Nazwa facji                          | Początek facji                                                                           |
| ------------------------------------ | ---------------------------------------------------------------------------------------- |
| Albitowo-epidotowo-hornfelsowa       | nieco powyżej 400 °C                                                                     |
| Hornblendowo-hornfelsowa             | 520 ± 10 °C przy PH2O = 0,5 kb 535 ± 15 °C przy PH2O = 1 kb 540 ± 10 °C przy PH2O = 2 kb |
| Ortoklazowo-kordierytowo-hornfelsowa | 580 ± 20 °C przy PH2O = 0,5 kb 600 ± 20 °C przy PH2O = 1 kb 640 ± 20 °C przy PH2O = 2 kb |

Wyróżnia się trzy facje metamorfizmu kontaktowego:

#### Facja albitowo-epidotowo-hornfelsowa
Najbardziej typową reakcją zachodzącą w warunkach tej facji, i zarazem wyznaczającą dolną granicę facji albitowo-epidotowo-hornfelsowej jest reakcja zachodząca pomiędzy kaolinitem, a kwarcem, prowadząca do powstania pirofyllitu:
- Al
2(OH)
4Si
2O
5 (kaolinit) + SiO
2 (kwarc)  ⇄  Al
2(OH)
2Si
4O
10 (pirofyllit) + H
2O

Reakcja ta zachodzi przy temperaturze 390 °C ± 10 °C i przy ciśnieniu rzędu 2 kb. Górną granicę PT tej facji wyznacza reakcja rozpadu pirofyllitu:
- Al
2(OH)
2Si
4O
10 (pirofyllit)  ⇄  Al
2SiO
5 (andaluzyt) + 3SiO
2 (kwarc) + H
2O

W warunkach tej facji z minerałów glinowych trwały jest jedynie pirofyllit. Trwałość wykazują następujące paragenezy mineralne ze skał bogatych w Al
2O
3: pirofyllit + epidot + chloryt + muskowit.
Typowymi reakcjami dla skał węglanowych wyznaczającymi także warunki tej facji są:
- 3CaMg(CO
3)
2 (dolomit) + 4SiO
2 + H
2O  ⇄  Mg
3[Si
4O
10](OH)
2 (talk) + 3CaCO
3 (kalcyt) + 3CO
2 (dwutlenek węgla)

Reakcja ta zachodzi przy temperaturze 400 °C, jednak znacznie częściej zamiast talku produktem tej reakcji jest tremolit:
- 5CaMg(CO
3)
2 (dolomit) + 8SiO
2 + H
2O  ⇄  Ca
2Mg
5[Si
8O
22](OH)
2 (tremolit) + 3CaCO
3 (kalcyt) + 7CO
2

W facji tej najczęstszymi spotykanymi paragenezami mineralnymi są:
- W skałach o chemizmie gabrowym → aktynolit + epidot +albit + chloryt lub biotyt
- W skałach ilastych bogatych w K → muskowit + chloryt + biotyt + epidot + albit, czasem występuje także mikroklin kosztem chlorytu, gdy skała jest szczególnie bogata w potas
- W skałach ilastych bogatych w Al, a ubogich w K → pirofyllit + chloryt + epidot + biotyt + muskowit
- W marglach → epidot + tremolit + chloryt lub kalcyt + albit + biotyt + muskowit
- W wapieniach marglistych → kalcyt + tremolit + epidot + albit + biotyt lub flogopit i czasem talk
- W wapieniach i dolomitach → kalcyt + tremolit + kwarc lub kalcyt + tremolit + dolomit

#### Facja hornblendowo-hornfelsowa
W warunkach tej facji pojawia się staurolit, w przypadku gdy skały zawierają dużą ilość żelaza, a małą zawartość magnezu, wapnia i alkaliów. Staurolit, który jest raczej minerałem typowym dla metamorfizmu regionalnego, w tej facji pojawia się wskutek metamorfizmu kontaktowego. W tej facji nie występuje już chloryt w równowadze z kwarcem, a po raz pierwszy pojawiają się diopsyd, grossular, hornblenda, amfibole rombowe i cummingtonit. Do najważniejszych reakcji zapoczątkowywujących tę fację należy zaliczyć:
- chloryt + muskowit + kwarc  ⇄  kordieryt + biotyt + Al
2O
3 + H
2O
- chloryt bogaty w Al + kwarc  ⇄  gedryt + kordieryt + H
2O
- chloryt + tremolit + kwarc  ⇄  hornblenda + antofyllit +H
2O
- epidot + kalcyt + kwarc  ⇄  grossular + H
2O
- chloryt + tremolit + epidot + kwarc  ⇄  hornblenda + H
2O

Paragenezy mineralne skał węglanowych często są także wzbogacone w wollastonit, jednak jest on trwały tylko w górnym zakresie PT tej facji.
W facji tej najczęstszymi spotykanymi paragenezami mineralnymi są:
- W skałach o chemizmie gabrowym → plagioklazy + hornblenda lub diopsyd + antofyllit + biotyt
- W skałach ilastych bogatych w K → biotyt + kordieryt + muskowit + plagioklazy, przy większym wzbogaceniu w potas pojawia się mikroklin kosztem kordierytu
- W skałach ilastych bogatych w Al, a ubogich w K → andaluzyt + kordieryt + plagioklazy + muskowit i biotyt
- W marglach → plagioklazy + hornblenda + diopsyd lub antofyllit + biotyt i muskowit
- W wapieniach marglistych → kalcyt + wollastonit + plagioklazy + diopsyd + grossular + biotyt lub flogopit

#### Facja ortoklazowo-kordierytowo-hornfelsowa
Facja ta dzieli się na dwie subfacje
- ortoamfiboli – niższe temperatury
- ortopiroksenów – wyższe temperatury

W tej facji z minerałów glinowych występuje andaluzyt, w wyższych temperaturach – sillimanit. Najbardziej charakterystyczną cechą tej facji jest możliwość współwystępowania ortoklazu z kordierytem, co podkreślone jest już w jej nazwie. Wiąże się to z nietrwałością paragenezy biotyt + muskowit + kwarc, ponieważ muskowit nie może istnieć w tak wysokich temperaturach. Drugą cech charakterystyczną jest współwystępowanie ortoklazu z andaluzytem. Parageneza ta powstaje według reakcji:
- muskowit + kwarc  ⇄  ortoklaz + andaluzyt + H
2O

Ta reakcja jest wyznacznikiem początku facji ortoklazowo-kordierytowo-hornfelsowej. W podobnych warunkach powstaje również zespół złożony z kordierytu i ortoklazu.
- 6(KAl
2[(OH,F)
2

Początek tej facji wyznacza przede wszystkim nietrwałość muskowitu w obecności kwarcu. Stąd też trwałe stają się dwie paragenezy ortoklazu z kordierytem i andaluzytem.
Podwyższenie temperatury skutkuje zastąpienie amfiboli przez ortopirokseny, tym samym następuje przejście do wysokotemperaturowej subfacji wyznaczonej reakcją:
- gedryt + kwarc  ⇄  hipersten + kordieryt + H
2O

W warunkach facji ortoklazowo-kordierytowo-hornfelsowej mogą występować następujące paragenezy:
- W skałach o chemizmie gabrowym → hipersten + diopsyd + plagioklazy bogate w anortyt + biotyt
- W skałach ilastych bogatych w K → ortoklaz + biotyt + kordieryt
- W skałach ilastych bogatych w Al, a ubogich w K → andaluzyt/sillimanit + kordieryt + plagioklazy + ortoklaz + biotyt
- W marglach → zasadowe → plagioklazy + diopsyd + hipersten + biotyt + ortoklaz
- W wapieniach marglistych → wollastonit + plagioklazy + ortoklaz + diopsyd + grossular + biotyt lub flogopit

### Facje metamorfizmu pogrzebanego (metamorfizm geosynklinalny)
Metamorfizm geosynklinalny nie zachodzi podczas ruchów górotwórczych, więc stress nie jest czynnikiem przeobrażającym skały. Metamorfizm dokonuje się w głębokich geosynklinach, gdzie ciśnienie warstw nagromadzonych przez przyspieszoną sedymentację jest tak duże, że razem z wysoką temperaturą powodują wyraźne zmiany mineralne skał osadowych. Ponadto w geosynklinach przejawia się częsta działalność wulkaniczna, czego skutkiem są podmorskie lawy poduszkowe i skały piroklastyczne wśród skał osadowych. Wulkanity także podlegają przemianom metamorficznym. Metamorfizm ten zachodzi powyżej temperatury 200 °C, co odgranicza go od zmian związanych z diagenezą skał osadowych. Dwie najważniejsze facje tego rodzaju metamorfizmu regionalnego to facja zeolitowa i lawsonitowo-glaukofanowa.

#### Facja zeolitowa (metamorfizm dna oceanicznego)
Fację tą wyróżniono z początku jako fację laumontytowo-prehnitowo-kwarcową, ponieważ jest ona wyznaczana pierwszym pojawieniem się tylko jednego zeolitu – laumontytu. Laumontyt nie jest znany w skałach osadowych, inne zeolity natomiast tak – heulandyt, analcym, filipsyt, erionit i mordenit. Reakcjami wyznaczającymi przejście do facji zeolitowej są przemiany heulandytu w laumontyt i analcymu w albit, a w wyższych temperaturach kalcyt reaguje z laumontytem dając prehnit:
- CaAl
2[Si
7O
18]·6H
2O (heulandyt)  ⇄  CaAl
2[Si
4O
12]·4H
2O (laumontyt) + 3SiO
2 + 2H
2O
- NaAl
2[Si
2O
6]·2H
2O (analcym) + SiO
2  ⇄  NaAlSi
3O
8 (albit) + H
2O
- CaAl
2[Si
4O
12]·4H
2O (laumontyt) + CaCO
3 (kalcyt)  ⇄  Ca
2Al
2Si
3O
10(OH) (prehnit) + SiO
2 + 3H
2O + CO
2

Dla tej facji zgodnie z powyższymi reakcjami będą charakterystyczne następujące paragenezy:
- laumontyt + prehnit + kwarc + chloryt
- laumontyt + kwarc + chloryt
- prehnit + kwarc + kalcyt + chloryt

W tych warunkach możliwe jest też występowanie albitu i skalenia potasowego. Wiele minerałów skał osadowych również jest nadal trwałych w tych warunkach, a są nimi: seladonit, saponit, montmorillonit, kaolinit, węglany i chloryt. w głębszych o kilka kilometrów partiach geosynklin wraz ze wzrostem temperatury zachodzi reakcja:
- laumontyt + prehnit + chloryt  ⇄  pumpellyit + kwarc + H
2O

Pojawiają się tu nowe charakterystyczne zespoły mineralne złożone z pumpellyitu, kwarcu, prehnitu, albitu i chlorytu, a nawet mogą pojawić się muskowit, kalcyt i tytanit. Dalszy wzrost temperatury powoduje powstanie pistacytu, aktynolitu i stilpnomelanu.
Obecnie zakłada się za dolną granicę facji zeolitowej temperaturę 200 °C i ciśnienie około 2,5 kb przy głębokości około 10 km, a górną granice w okolicach temperatury 400 °C, ciśnienia 5,5 kb na głębokości 20 km.

#### Facja lawsonitowo-glaukofanowa
Fację tą cechują bardzo wysokie ciśnienia. Czasami określa się ją mianem facji łupków glaukofanowych, jednak nie każdą skałę zawierająca glaukofan należy traktować jako powstałą w tej facji, gdyż minerał ten jest trwały także w innych warunkach PT. Do charakterystycznego zespołu mineralnego obok glaukofanu należy także zaliczyć inne wysokociśnieniowe minerały jak jadeit, kwarc, egiryn i pumpellyit. Lawsonit i jadeit są uznawane za minerały krytyczne dla tej facji. Amfibole sodowe, pumpellyit oraz albit są w równowadze z jadeitem. Występuje także aragonit, który stopniowo i powoli przechodzi w kalcyt. Jako charakterystyczną paragenezę mineralną dla facji lawsonitowo-glaukofanowej przyjmuje się:
- lawsonit + jadeit + aragonit + kwarc ± glaukofan ± albit

Metamorfizm zasadowych skał wulkanicznych i ich tufów charakteryzuje natomiast inny zespół mineralny złożony z lawsonitu, jadeitu i czasami amfiboli sodowych o składzie glaukofanu lub krossytu. W zmetamorfizowanych mułowcach i piaskowcach pojawia się stilpnomelan i fengit.
Najważniejszym minerałem tej facji jest lawsonit. Powstaje on w warunkach 200 °C przy ciśnieniu 7 kb zgodnie z reakcją:
- heulandyt  ⇄  lawsonit + kwarc

Za górną granicę tej facji przyjmuje się temperaturę 400–450 °C i jest ona wyznaczana następująca reakcją:
- 4CaAl
2[Si
2O
7](OH)
2·H
2O (lawsonit) + 2SiO
2 (kwarc)  ⇄  2Ca
2Al
3[O/OH/SiO
4/Si
2O
7] (zoisyt) + Al
2[Si
4O
10](OH)
2 (pirofyllit) + 6H
2O

Zmetamorfizowane skały będą się odznaczać w warunkach tej facji następującymi paragenezami mineralnymi:
- Zmetamorfizowane bazalty → glaukofan + lawsonit + pirokseny + albit + pumpellyit + klinozoisyt lub epidot+ fengit + chloryt + aragonit + granat + kwarc
- Zmetamorfizowane skały ilaste → fengit + kwarc + chloryt + montmorillonit + glaukofan lub fengit + kwarc + chloryt + lawsonit + jadeit + albit
- Zmetamorfizowane piaskowce → kwarc + jadeit + lawsonit + glaukofan + stilpnomelan

### Facje metamorfizmu dynamotermicznego typu Barrow
Facje te służą do podziału i charakterystyki metamorfizmu dynamotermicznego, czyli rodzaju metamorfizmu regionalnego odbywającego się w trakcie orogenez. Metamorfizm typu Barrow jest metamorfizmem charakteryzującym się bardzo wysokimi ciśnieniami. Ten typ metamorfizmu został poznany i opisany w Szkocji (Grampian Highlands), znany jest również z norweskich Kalednonidów i Appalachów. Podobny typ metamorfizmu reprezentują formacje młodoalpejskie, lecz wydaje się, że tworzą one osobną serię charakteryzującą się jeszcze wyższymi wartościami ciśnień, a zwłaszcza kierunkowych. Zaznacza się to w występowaniu amfiboli alkalicznych z chlorytem, chlorytoidem, epidotem, stilpnomelanem, a nawet lawsonitem.

#### Facja zieleńcowa typu Barrow
Nazwa charakteryzuje typowe zespoły minerałów zabarwionych na zielono. Facja ta obejmuje zakres PT możliwie najniższy dla metamorfizmu regionalnego. Od facji almandynowo-amfibolitowej różni się wyraźnie trwałością chlorytu. Przynależność skał do tej facji określają ponadto: stilpnomelan, pirofyllit i chlorytoid. Epidoty mogą występować w szerszym zakresie PT, jednak parageneza albit + epidot jest również charakterystyczna dla tej facji. Dla plagioklazów charakterystyczna jest 7% zawartość anortytu. Powyżej tej zawartości musi być przekroczony zakres tej facji. Stilpnomelan jest składnikiem typowym dla dolnych zakresów temperatur facji zieleńcowej; jest on trwały także podczas metamorfizmu geosynklinalnego. Minerał ten występuje tylko w skałach bogatych w żelazo, a ubogich w glin i magnez. Jeżeli żelazo nie osiąga znacznej przewagi ilościowej nad magnezem, wówczas tworzy się tylko chloryt. Gdy w skałach jest więcej glinu, niż potrzebnego do utworzenia skaleni, muskowitu, paragonitu i chlorytu, wówczas w miejsce stilpnomelanu tworzy się chlorytoid. W nieco wyższych temperaturach facji zieleńcowej może powstawać biotyt kosztem muskowitu i chlorytu zgodnie z reakcją:
- 3KAl
2[(OH)
2/Si
3O
10] (muskowit) + 5(Mg,Fe2+
)
5Al[(OH)
8/Si
3O
10] (prochloryt)  ⇄  3K(Mg,Fe2+
)[(OH)
2/Si
3AlO
10] (biotyt) + 4(Mg,Fe2+
)
4Al
2[(OH)
8/Al
2Si
2O
10] (chloryt bogaty w glin) + 7SiO
2 + H
2O

Podobnie stilpnomelan staje się nietrwały w tej temperaturze i reagując z muskowitem przechodzi w biotyt:
- stilpnomelan + muskowit  ⇄  biotyt + muskowit + kwarc + H
2O

Nietrwała jest tu także parageneza mikroklin + chloryt, ponieważ minerały te reagując ze sobą przechodzą w biotyt i muskowit:
- mikroklin + chloryt  ⇄  biotyt + muskowit + kwarc + H
2O

Z węglanów w obecności kwarcu trwały pozostaje tylko kalcyt, natomiast dolomit i magnezyt stają się nietrwałe i reagując z kwarcem przechodzą w tremolit, a niekiedy także w talk. W tym zakresie temperatur kalcyt nie reaguje z kwarcem, lecz niekiedy także wraz z chlorytem i kwarcem przechodzą w aktynolit i epidot:
- 3(Mg,Fe2+
)
5[(OH)
8/AlSi
3O
10] (chloryt) + 10CaCO
3 (kalcyt) + 21SiO
2  ⇄  3 Ca
2(Mg,Fe2+
)
5[Si
8O
22](OH)
2 (aktynolit) + 2Ca
2Al
3O[Si
2O
7/SiO
4](OH) (epidot) + 8H
2O + 10CO
2

W najwyższym zakresie temperatur facji zieleńcowej nadal nietrwały jest plagioklaz zawierający powyżej 7% anortytu. Są tu natomiast trwałe chloryty i chlorytoid. W miejsce bogatego w żelazo chlorytu tworzy się granat żelazisty – almandyn, a w skałach zasadowych powstaje hornblenda zwyczajna, doprowadzając do powstawania amfibolitów zawierających albit lub oligoklaz.
- FeMg-chloryt + kwarc ⇄ almandyn + Mg-chloryt
- chloryt + aktynolit + epidot + kwarc ⇄ hornblenda

Typowe paragenezy mineralne skał zmetamorfizowanych w warunkach facji zieleńcowej typu Barrow są następujące:
- zmetamorfizowane skały ilaste i okruchowe → kwarc, muskowit lub fengit + chloryt + pirofyllit ± albit
- zmetamorfizowane margle → kalcyt + chloryt + epidot + kwarc, a w wyższych temperaturach kalcyt + tremolit + chloryt + kwarc
- zmetamorfizowane wapienie margliste → kalcyt + dolomit + chloryt + kwarc, a w wyższych temperaturach na miejsce dolomitu pojawia się tremolit
- zmetamorfizowane magmowce zasadowe → chloryt + tremolit + epidot + albit + tytanit + hornblenda + almandyn + albit + chloryt magnezowy

#### Facja almandynowo-amfibolitowa typu Barrow
Dolną granicę tej facji wyznacza zawartość anortytu powyżej 7% w plagioklazach. W zakresie PT tej facji pojawiają się nietrwałe w facji zieleńcowej staurolit, grossular, diopsyd, cummingtonit, antofyllit i gedryt. Powszechny w tej facji kyanit, jest w jej górnej granicy zastępowany sillimanitem. W obecności kwarcu stają się nietrwałe chloryt, talk i pirofyllit. Klinozoisyt i zoisyt są nadal trwałe, ale tylko w paragenezach z bogatymi w wapń plagioklazami. Chlorytoid jest trwały tylko w dolnej granicy temperaturowej.
Można sądzić, że staurolit w temperaturze wyznaczającej granicę facji zieleńcowej i almandynowo-amfibolitowej tworzy się kosztem chlorytoidu, który w tych warunkach staje się nietrwały. Wiele obserwacji wskazuje też na możliwość tworzenia się staurolitu zgodnie z reakcją:
- Fe-chloryt + muskowit + ⇌ staurolit + biotyt + almandyn + H
2O

W średnim zakresie temperatur facji almandynowo-amfibolitowej nietrwały staje się staurolit, ulegając rozpadowi zgodnie z reakcją:
- 2(Fe,Mg,Zn)O·AlOOH·4Al
2O(SiO
4) (staurolit) + 2SiO
2  ⇄  Fe
3Al
2(SiO
4)
3 (almandyn) + 5 Al
2SiO
5 (kyanit) + 3H
2O

W górnej granicy temperatur tej facji nietrwały staje się muskowit. Reakcja rozpadu muskowitu w bardzo małym stopniu zależy od ciśnienia. Tak więc będzie następować w górnych zakresach temperatur zarówno facji almandynowo-amfibolitowej, jak i kordierytowo-amfibolitowej. Rozpad muskowitu według wzoru:
- KAl
2[(OH,F)
2/AlSi
3O
10] (muskowit) + SiO
2  ⇄  K[AlSi
3O
8] (ortoklaz) + Al
2SiO
5 (sillimanit) + H
2O

Muskowit także rozpada się w obecności biotytu tworząc almandyn i ortoklaz:
- KAl
2[(OH,F)
2/AlSi
3O
10] + 3SiO
2 + K(Mg,Fe,Mn)
3[(OH,F)/
2AlSi
3O
10] (biotyt)  ⇄  Fe
3Al
2(SiO
4)
3 (almandyn) + 2 K[AlSi
3O
8] (ortoklaz) + 2H
2O

Charakterystycznymi paragenezami mineralnymi skał zmetamorfizowanych w facji almandynowo-amfibolitowej są:
- zmetamorfizowane skały ilaste i okruchowe → kyanit + staurolit + muskowit + biotyt + kwarc lub almandyn + muskowit + biotyt + plagioklaz + epidot + kwarc, a w wyższych temperaturach sillimanit + ortoklaz + almandyn + plagioklazy
- zmetamorfizowane margle → plagioklazy + hornblenda + almandyn
- zmetamorfizowane wapienie margliste → kalcyt + diopsyd + kwarc lub grossular + kalcyt + diopsyd + forsteryt
- zmetamorfizowane magmowe skały zasadowe → hornblenda + plagioklazy + diopsyd + kwarc + almandyn
- zmetamorfizowane skały ultramaficzne → antofyllit + hornblenda + almandyn + plagioklazy + oliwiny + hornblenda + spinel

W seriach metamorficznych typu Barrow temperatura osiąga 650–700 °C, wówczas gdy ciśnienie skał nadkładu wynosi 7-8 kb. Jest to zarazem ciśnienie pary wodnej (PH2O), która powstaje w wyniku uwalniania się wody ze struktur muskowitu i epidotu. Z badań eksperymentalnych wiadomo, że do częściowego stopienia gnejsów wystarczy temperatura około 630 °C, jeśli tylko zawierają wodę. Należy więc w warunkach górnego zakresu facji almandynowo-amfibolitowej spodziewać się niewielkich ilości migmatytów. Założenia te potwierdziły badania terenowe i laboratoryjne, które potwierdziły częściowe topnienie skał w tej facji.

### Facje metamorfizmu dynamotermicznego typu Abukuma
Seria ta znana jest z Japonii, gdzie buduje strefę formacji metamorficznych Abukuma-Ryoko, ciągnąca się na przestrzeni około 1300 km. Skały tej strefy zostały zmetamorfizowane w podobnych temperaturach co skały serii Barrow, jednak przy udziale znacznie niższych ciśnień. Jest to więc typ metamorfizmu zbliżony do metamorfizmu kontaktowego, jednak różniący się od niego znacznie wyższymi ciśnieniami. Temperatura w metamorfizmie typu Abukuma jest głównym czynnikiem przeobrażającym, który działa na małych głębokościach (od około 10 km), tak więc rejon serii Abukuma-Ryoko charakteryzował się dużym stopniem geotermicznym, a więc dość dużym podgrzaniem obszaru charakterystycznego dla orogenezy hercynotypnej. Seria facji metamorficznych typu Abukuma została podzielona na dwie facje: zieleńcową i amfibolitowo-kordierytową. Zasadniczą różnicą między facją amfibolitową typu Barrow, a Abukuma polega na trwałości almandynu w tej pierwszej, zaś kordierytu w drugiej. Granicę pomiędzy facją zieleńcową a amfibolitową typu Abukuma wyznacza nietrwałość paragenezy chloryt + kwarc oraz pojawienie się diopsydu, grossularu i kordierytu. Natomiast nietrwałość paragenezy albit + epidot, wyznaczającą granicę między facją zieleńcową a amfibolitową typu Barrow, w przypadku typu Abukuma następuje już wcześniej, w obrębie facji zieleńcowej.

#### Facja zieleńcowa typu Abukuma
Facja ta różni się od odpowiedniej facji typu Barrow trwałością biotytu od początku zakresu PT. Stilpnomelan nie tworzy się w tej facji. W wyższym zakresie temperatur facji zieleńcowej stają się trwałe: hornblenda i andaluzyt, nadal jednak nie mogą występować kordieryt i diopsyd. Zasadniczą różnicą między facją zieleńcową typu Barrow a Abukuma jest to, że w górnym zakresie PT tej ostatniej jest już trwały plagioklaz zawierający powyżej 7% anortytu. Plagioklaz ten jest zwykle oligoklazem-andezynem. W tym zakresie PT współwystępuje również aktynolit z hornblendą. Najpospolitszymi paragenezami mineralnymi facji zieleńcowej typu Abukuma są:
- zmetamorfizowane skały ilaste i okruchowe → kwarc + chloryt + biotyt + muskowit ± oligoklaz-andezyn
- zmetamorfizowane skały magmowe o chemizmie gabrowym → aktynolit + hornblenda + epidot + oligoklaz lub andezyn + chloryt ± kwarc ± biotyt

#### Facja amfibolitowo-kordierytowa typu Abukuma
Facja amfibolitowa typu Abukuma rozpoczyna się wraz z pojawieniem kordierytu, diopsydu i ortoamfiboli. Minerały te, z wyjątkiem kordierytu wyznaczają też początek facji amfibolitowej typu Barrow. Mimo iż nie stwierdzono staurolitu w formacjach Abukuma-Ryoko, można przypuszczać, że jeśli skład chemiczny predysponowałby jego powstanie, mógłby się wówczas utworzyć i tutaj. W wyższych zakresach temperatury andaluzyt staje się nie trwały i przechodzi w sillimanit, który może występować z biotytem. Z biotytem mogą także występować kordieryt i granat, które są nietrwałe w towarzystwie muskowitu. Z muskowitem, natomiast może występować sillimanit w średnich zakresach PT w tej facji. Wzrost ciśnienia opóźnia także przejście andaluzytu w sillimanit. Rozpad muskowitu w najwyższych zakresach temperaturowych prowadzi do powstania ortoklazu i sillimanitu lub ortoklazu, kordierytu i sillimanitu:
- muskowit + kwarc  ⇄  ortoklaz + sillimanit
- muskowit + kwarc  ⇄  ortoklaz + kordieryt + sillimanit

Charakterystyczne paragenezy mineralne występujące w skałach zmetamorfizowanych w warunkach PT dla facji amfibolitowo-kordierytowej typu Abukuma to:
- zmetamorfizowane skały ilaste i okruchowe → kwarc + plagioklazy + ortoklaz + biotyt + kordieryt + sillimanit + muskowit
- zmetamorfizowane magmowce zasadowe → hornblenda + plagioklazy + cummingtonit + biotyt + kwarc + diopsyd

### Facja granulitowa
Temperatury charakterystyczne dla tej facji mieszczą się w przedziale 700–800 °C, natomiast ciśnienie może zmieniać się w dość szerokich zakresach – od górnych wartości przekraczających 7 kb, do całkiem niskich jak 3–4 kb, co jest udowodnione obecnością kordierytu w niektórych skałach należących do tej facji. Zdaniem wielu badaczy i autorów publikacji nie powinno przywiązywać się uwagi do ciśnienia wody (PH2O), gdyż w tak wysokich temperaturach tworzą się wyłącznie minerały bezwodne. Metamorfizm regionalny facji granulitowej jest bardzo znamiennym rodzajem przeobrażeń, ponieważ obejmuje on zakres PT topienia się normalnych skał. Trzeba także podkreślić, że kompleksy granulitowe znane są tylko z prekambryjskich masywów i przedstawiają zawsze utworzy polimetamorficzne. Te fakty wnioskują, za uznaniem procesów metamorfizmu regionalnego najwyższego stopnia działającego w obrębie utworów bezwodnych, gdyż zawartość wody w minerałach znacznie obniża punkt topnienia. Można więc ostatecznie uznać, że w tej facji metamorfizmowi ulegają bardzo ubogie w wodę skały polimetamorficzne. Pojęcie facji granulitowej wprowadził Eskola, natomiast W.S. Fyfe, F.J. Turner i J. Verhoogen wydzielili z niej dwie subfacje:
- ortopiroksenowo-plagioklazową
- hornblendowo-ortopiroksenowo-plagioklazową

Subfacje te odróżniają się nikłą zawartością H2O. Pierwsza obejmuje skały całkowicie „suche”, w drugiej natomiast istnieje niewielki udział PH2O jako czynnika przeobrażeń.
Niektóre z granulitów zawierają kordieryt, co niedwuznacznie wskazuje, że powstały w warunkach niższych ciśnień. Stwierdzono, że gdy ciśnienie ulega zwiększeniu z zachowaniem takiej samej temperatury, parageneza pirokseny rombowe + plagioklaz staje się nietrwała i zachodzi reakcja:
- 3(Mg,Fe)Si
2O
6 (ortopiroksen) + 2CaAlSi
2O
8 (anortyt)  ⇄  Ca(Mg,Fe)Si
2O
6 (diopsyd) + 2Ca
0,5(Fe,Mg)
2,5Al
2[Si
3O
12] (granat) + 2SiO
2

Granat oprócz almandynu może zawierać poważne domieszki piropu oraz grossularu. Hipersten zawiera zaś przeważnie pokaźne ilości glinu. dane eksperymentalne wskazują, że wyżej wymieniona reakcja zachodzi przy temperaturze 750 °C i ciśnieniu 9 kb. W związku z tym D. de Waard wyróżnił jeszcze dwie wysokoćiśnieniowe subfacje:
- klinopiroksenowo-almandynowo-granulitową
- hornblendowo-klinorpiroksenowo-almandynowo-granulitową

Różnica polega tak jak poprzednio na odmiennych zawartościach PH2O.

### Facja eklogitowa
Mineralna facja eklogitowa według podziału P. Eskoli obejmuje zakres najwyższych ciśnień i temperatur. W tych warunkach trwałe są tylko niektóre minerały ciemne, stąd eklogity zbudowane są z omfacytu i granatu. Granat eklogitowy składem odpowiada kryształom mieszanym almandyn-pirop-grossular, a omfacyt jest augitem bogatym w cząsteczkę jadeitową. Według Eskoli omfacyt jest minerałem krytycznym dla tych warunków, jednak badania wykazały, że:
- omfacyt nie jest minerałem krytycznym tej facji, ponieważ może występować także w innych paragenezach mineralnych trwałych w zakresach PT różnych od tych przypisywanych eklogitom
- eklogity występują w obrębie serii skalnych różnych facji metamorficznych

Dzięki tym dwóm powodom, wiele klasyfikacji zagranicznych nie wyróżnia facji eklogitowej, gdyż istnienie eklogitu może być uwarunkowane innymi czynnikami poza najwyższymi zakresami PT.

## Diagramy facjalne
Diagramy facjalne stosuje się w celu uchwycenia związku między składem mineralnym skały a jej chemizmem w danych warunkach PT. Eskola posłużył się wykresem trójskładnikowym, którego wierzchołki oznaczył symbolami ACF. Dziś stosuje się wiele różnych wykresów facjalnych na przedstawienie związku między składem mineralnym skały a jej chemizmem w danych warunkach PT. Do najczęściej stosowanych należą oprócz ACF trójkąty A’FK i AFM. Diagramy te wzajemnie się uzupełniają. Na wymienionych diagramach otrzymujemy hipotetyczne paragenezy skalne po przeliczeniu analiz chemicznych danej próbki skalnej. Porównanie paragenez mineralnych otrzymanych z diagramów z rzeczywistym składem wyznaczonym z analizy planimetrycznej pod mikroskopem polaryzacyjnym pozwala na wyciągnięcie wielu ważnych wniosków na temat genezy i ewolucji metamorficznej danej skały czy kompleksu metamorficznego.

### Diagram ACF

Skróty użytych minerałów: akt – aktynolit; cc – kalcyt; chl – chloryt; di – diopsyd; ep – epidot; glau – glaukofan; gt – granat; hbl – hornblenda; ky – kyanit; law – lawsonit; plag – plagioklazy; om – omfacyt; opx – ortpiroksen; zo – zoisyt

Diagram ACF opiera się na proporcjach molekularnych. Można na nim prezentować wiele minerałów zasobnych w glin, wapń, magnez i żelazo na drugim stopniu utlenienia. Na wykresie tym, nie można natomiast w sposób bezpośredni przedstawić minerałów zawierających sód i potas (skalenie, miki, paragonit, stilpnomelan, Na-pirokseny i Na-amfibole). W celu otrzymania bardziej przejrzystego obrazu nie zaznacza się na nim minerałów akcesorycznych (apatyt, ilmenit itp.). Do obliczeń należy dysponować pełna analizą chemiczną, ukazująca pełny skład chemiczny skały w postaci tlenków oraz analizą planimetryczną, przedstawiająca rzeczywisty skład mineralny tej samej skały.
Naroża oznaczone symbolami ACF tłumaczy się następująco:
- A – Al2O3 + Fe2O3 – (Na2O + K2O)
- C – CaOtot
- F – FeOtot + MgO + MnO

Ciemne punkty przedstawiają minerały właściwe danym facjom, lokujące się na diagramach przy określonych proporcjach składników ACF. Punkty te łączy się liniami (tu cienkie szare lnie) zwanymi liniami pasowymi. Dzielą one pole całego trójkąta na kilka mniejszych trójkątów o różnym kształcie. Jeśli punkt badanej próby leży na leży na którejś z tych linii, znaczy to, że skała składa się głównie z dwu minerałów, których punkty ta linia łączy. Jeżeli jednak punkt projekcyjny leży w polu któregoś z mniejszych trójkątów znaczy to że skała składa się z trzech minerałów tworzących wierzchołki tego trójkąta. Należy jednak mieć na uwadze, że jest to analiza normatywna nie uwzględniająca rzeczywistego składu skały.

### Diagram AFM

Skróty minerałów zaznaczonych na diagramie: and – andaluzyt; bi – biotyt; chl – chloryt; cht – chlorytoid; cd – kordieryt; gt – granat; ky – kyanit; opx – ortopirokseny; prl – pirofyllit; sill – sillimanit; st – staurolit; stp – stilpnomelan; ta – talk

Diagram AFM nadaje się do przedstawienia zespołów mineralnych przeobrażonych skał okruchowych (ogólnie do metasedymentów). Przede wszystkim nadaje się do obrazowania zależności między paragenezami tych skał, a ich składem chemicznym. Nie można na tym diagramie przedstawiać zespołów mineralnych zmetamorfizowanych skał magmowych. Diagram ten skonstruował J.B. Thompson w 1957 roku.
Naroża diagramu tłumaczy się następująco:
- A – Al2O3 – 3K2O
- F – (FeO + MgO) *100%/FeO
- M – (FeO + MgO) *100%/MgO

Na diagramie AFM można ukazywać paragenezy mineralne, zawierające kwarc i muskowit, zwykle obecne w metasedymentach. Na wykresie AFM lepiej niż na ACF udaje się przedstawić Fe, Mg, Al – minerały współwystępujące z biotytem, muskowitem i skaleniem potasowym. Dużą zaleta tego diagramu jest prezentacja FeO i MnO w rozbiciu na dwa odrębne naroża. Dzięki temu w wielu sytuacjach jest on znacznie bardziej przydatny niż ACF.
Diagramy AFM pozwalają odwzorować zależności między całkowitym składem chemicznym skały i fizycznymi warunkami metamorfizmu, a zmiennymi składami koegzystującego biotytu i kordierytu lub biotytu i almandynu pod względem ich stosunku MgO : FeO. Na diagramach AFM można również ukazywać zespoły mineralne typowe dla danej strefy metamorficznej. Uzyskuje się tu większą precyzję niż przy użyciu ACF.
Skład chemiczny skał pelitowych może być w przybliżeniu przedstawiany w układzie sześcioskładnikowym: SiO2-Al2O3-MgO-FeO-K2O-H2O, jeśli następujące składniki będą pominięte lub uwzględnione w poprawkach:
- Fe2O3 i TiO2 zawarte w biotycie
- Na2O zawarte w skaleniu alkalicznym, albicie i paragonicie
- CaO zawarte w plagioklazie i almandynie.

Można stwierdzić, że zespół mineralny skały zawierającej kwarc zależy od względnych zawartości 4 składników: Al2O3-MgO-FeO-K2O, a nie od zawartości SiO2 i H2O. Ponieważ kwarc zbudowany jest jedynie z SiO2, zróżnicowana zawartość SiO2 w skale ma swoje odbicie w różnej ilości kwarcu. Tworzenie się innych minerałów w skałach dopóki obecność kwarcu zapewnia tworzenie się minerałów nasyconych krzemionką, nie zależy od krzemionki, lecz od względnych zawartości innych składników. Podobnie zawartość H2O w stosunku do innych składników może być pominięta, gdyż woda jest obecna jako faza H2 w nadmiarze w czasie tworzenia się zespołu metamorficznego. Zatem zespoły mineralne skał pelitowych mogą być prezentowane w czworościanie Al2O3-MgO-FeO-K2O. Aby z czworościany otrzymać diagram płaski, wszystkie punkty z wnętrza czworościanu rzutuje się na powierzchnię, która jest przedłużeniem podstawy czworościanu w kierunku Al2O3. Punktem projekcyjnym jest punkt reprezentujący skład muskowitu leżący na krawędzi czworościanu Al2O3-K2O. Sam muskowit oraz kwarc nie mogą być pokazane na powierzchni AFM. Natomiast skaleń potasowy leży w nieskończoności, gdyż prosta wychodząca z punktu projekcyjnego przecina powierzchnie AFM w nieskończoności. Płaszczyzna projekcji, zawierająca naroża Al2O3-MgO-FeO, lecz nie ograniczona przez linię MgO-FeO, jest nazywana płaszczyzną AFM, a paragenezy mineralne ukazane na tej płaszczyźnie są nazywane diagramami AFM.
Po wykonaniu obliczeń nanosi się je bezpośrednio (bez przeliczenia na 100%) na odpowiednio dobrany diagram. Punkt projekcyjny reprezentujący skorygowany skład chemiczny wskazuje na wykresie AFM na paragenezy mineralne, których należy się spodziewać, jeśli skała należy do określonej facji metamorficznej.